# احمد سرمست
احمد ناصر سرمست موسیقی‌شناسی قومی افغان-استرالیایی و بنیانگذار و مدیر انستیتیوت ملی موسیقی افغانستان است. او جایزه موسیقی پولار را دریافت کرده است.

## زندگی و تحصیلات
از آنجا که پدر او استاد سلیم سرمست نوازنده، آهنگساز و رهبر ارکستر مشهوری در افغانستان بود، احمد سرمست تحت تأثیر طیف گسترده‌ای از موسیقی رشد یافت.
احمد سرمست در سال ۱۹۸۱ از لیسه مسلکی موسیقی در افغانستان فارغ‌التحصیل شد. در دهه نود او به سبب جنگ‌های داخلی افغانستان مجبور به ترک کشورش شد. او در سال ۱۹۹۳ مدرک کارشناسی ارشد خود را در رشته موسیقی‌شناسی از کنسرواتوار دولتی مسکو دریافت کرد. در سال ۱۹۹۴ او پناهندگی کشور استرالیا را دریافت کرد. در سال ۲۰۰۵ او به عنوان اولین افغان موفق به کسب دکترای موسیقی از دانشگاه موناش شد.

## تأسیس انستیتیوت ملی موسیقی افغانستان
پس از سقوط رژیم طالبان احمد سرمست برای کمک به احیای موسیقی در کشور مادریش به افغانستان برگشت. با دعوت وزارت معارف افغانستان احمد سرمست برنامه خود را برای احیای مجدد موسیقی سنتی افغانستان که طی سال‌های حکومت طالبان سرکوب شده بود، آغاز کرد. در سال ۲۰۰۶ احمد سرمست پیشنهاد خود مبنی بر گشایش یک مدرسه موسیقی برای احیای موسیقی افغانستان با برنامه ای درسی که ترکیبی از موسیقی افغان و غربی باشد را ارائه داد. او در سال ۲۰۰۸ به افغانستان بازگشت  و در ۲۰ ژوئن ۲۰۱۰ انستیتوت ملی موسیقی افغانستان را به‌طور رسمی افتتاح کرد.
در برنامه اصلی سرمست آموزش موسیقی در این مدرسه به‌طور انحصاری برای کودکان محروم و یتیمان و کودکان خیابانی در نظر گرفته شده بود. اما وزارت معارف افغانستان از او خواست که این آموزش‌ها را به شاگردان با استعداد مدارس ارائه دهد. در نهایت موافقت شد که امکانان آموزشی این مدرسه به صورت پنجاه-پنجاه در اختیار هر دو گروه قرار گیرد. کودکان محروم این انستیتوت هر ماه ۳۰ دلار کمک هزینه تحصیلی می‌گیرند.
در سال ۲۰۱۳ ارکستر جوانان افغان انستیتوت موسیقی افغانستان توری در آمریکا داشت. این ارکتسر در این تور در تالار کارنگی و مرکز کندی به اجرای برنامه پرداخت.  در سال ۲۰۱۵ ارکستر زهره به عنوان اولین ارکستر موسیقی افغانستان که تمام اعضایش دختران هستند به رهبری نگین خپلواک به اجرای برنامه پرداخت.

## زخمی شدن در حمله طالبان
احمد سرمست در ۱۱ دسامبر ۲۰۱۴ در حمله انتحاری طالبان به مرکز d'Enseignement Français en افغانستان مجروح شد. در بیانیه منتشر شده توسط طالبان پس از این حمله احمد سرمست به اشاعه فساد بین جوانان افغان متهم شد.
بلافاصله پس از حمله احمد سرمست هوشیاری خود را از دست داده و به خاطر پارگی پرده هر دو گوشش به‌طور کامل ناشنوا شد. او را با عجله به بخش اورژانس جراحی یک شفاخانه در کابل انتقال دادند. او سپس به استرالیا بازگشت و در آنجا پزشکان جراح یازده ترکش را از بدن او خارج ساختند و توانستند قسمتی از شنوایی یکی از گوش‌هایش را بازگردانند. احمد سرمست هنوز هم از PTSD که در نتیجه حمله به او دست داده رنج می‌برد.

## اطلاعات بیشتر
در سال ۲۰۱۲ فیلم مستندی با نام مدرسه موسیقی داکتر سرمست، به کارگردانی پولی واتکینز و بث فری ساخته شد.

## آثار
- A Survey of the History of Music in Afghanistan: Special Reference to Art Music from c. 1000 A.D. VDM Verlag. 2009. ISBN 978-3-639-13150-5.